# Lichterfelde (Wische)
Lichterfelde (Wische) este o comună din landul Saxonia-Anhalt, Germania.